# Ljubičina
Ljubičina  (lat. Matthiola), biljni rod iz porodice krstašica (Brassicaceae).
Na popisu je 54 vrste rasprostranjenih po Makaroneziji, Zapadnoj i Jugoistočnoj Europi, Mediteranu, južnoj Africi, Zapadnoj (uključujući Kavkaz) i Srednjoj Aziji, južnom Sibiru i Kini. U Hrvatskoj rastu 4 vrste grmolika (Matthiola fruticulosa), sivkasta (Matthiola incana),  žljezdasta (Matthiola sinuata) i trošiljkasta ljubičina (Matthiola tricuspidata).

## Vrste
1. Matthiola afghanica Rech.f. & Köie
2. Matthiola anchoniifolia Hub.-Mor.
3. Matthiola arabica Boiss.
4. Matthiola aspera Boiss.
5. Matthiola bolleana Webb ex Christ
6. Matthiola bucharica Czerniak.
7. Matthiola capiomontana (Durieu) Pomel
8. Matthiola caspica (N.Busch) Grossh.
9. Matthiola chenopodiifolia Fisch. & C.A.Mey.
10. Matthiola chorassanica Bunge ex Boiss.
11. Matthiola codringtonii Rech.f.
12. Matthiola crassifolia Boiss. & Gaill.
13. Matthiola czerniakowskae Botsch. & Vved.
14. Matthiola daghestanica (Conti) N.Busch
15. Matthiola damascena Boiss.
16. Matthiola dumulosa Boiss. & Buhse
17. Matthiola erlangeriana Engl.
18. Matthiola farinosa Bunge ex Boiss.
19. Matthiola flavida Boiss.
20. Matthiola fragrans (Fisch.) Bunge
21. Matthiola fruticulosa (L.) Maire
22. Matthiola ghorana Rech.f.
23. Matthiola glutinosa Jafri
24. Matthiola graminea Rech.f.
25. Matthiola incana (L.) W.T.Aiton
26. Matthiola integrifolia Kom.
27. Matthiola kralikii Pomel
28. Matthiola longipetala (Vent.) DC.
29. Matthiola lunata DC.
30. Matthiola macranica Rech.f.
31. Matthiola maderensis Lowe
32. Matthiola maroccana Coss.
33. Matthiola montana Boiss.
34. Matthiola obovata Bunge
35. Matthiola odoratissima (M.Bieb.) W.T.Aiton
36. Matthiola parviflora (Schousb.) W.T.Aiton
37. Matthiola perennis Conti
38. Matthiola perpusilla Rech.f.
39. Matthiola puntensis Hedge & A.G.Mill.
40. Matthiola revoluta Bunge ex Boiss.
41. Matthiola robusta Bunge
42. Matthiola scapifera Humbert
43. Matthiola shehbazii Ranjbar & Karami
44. Matthiola shiraziana Zeraatkar, Khosravi, F.Ghahrem., Al-Shehbaz & Assadi
45. Matthiola sinuata (L.) W.T.Aiton
46. Matthiola spathulata Conti
47. Matthiola stoddartii Bunge
48. Matthiola superba Conti
49. Matthiola tatarica (Pall.) DC.
50. Matthiola tianschanica Sarkisova
51. Matthiola tomentosa Bél.
52. Matthiola torulosa (Thunb.) DC.
53. Matthiola tricuspidata (L.) W.T.Aiton
54. Matthiola trojana Dirmenci, Satil & Tümen